# Сентрал-Кост Марінерс
Сентрал-Кост Марінерс (англ. Central Coast Mariners FC) — австралійський футбольний клуб з Госфорда. Заснований у 2004 році.

## Досягнення
- Переможець регулярного чемпіонату A-Ліги: 2007/08, 2011/12
- Переможець плей-оф A-ліги: 2013

## Клуби-побратими
- Шеффілд Юнайтед
- Сан-Паулу
- Шенду Блейдс
- Ференцварош
- Централ-Кост Лайтнінг
- Стріндгейм
- Тата Футбол Екедемі
- Естудьянтес Л-П
- Вайт Стар Волюве